# 具定展望台

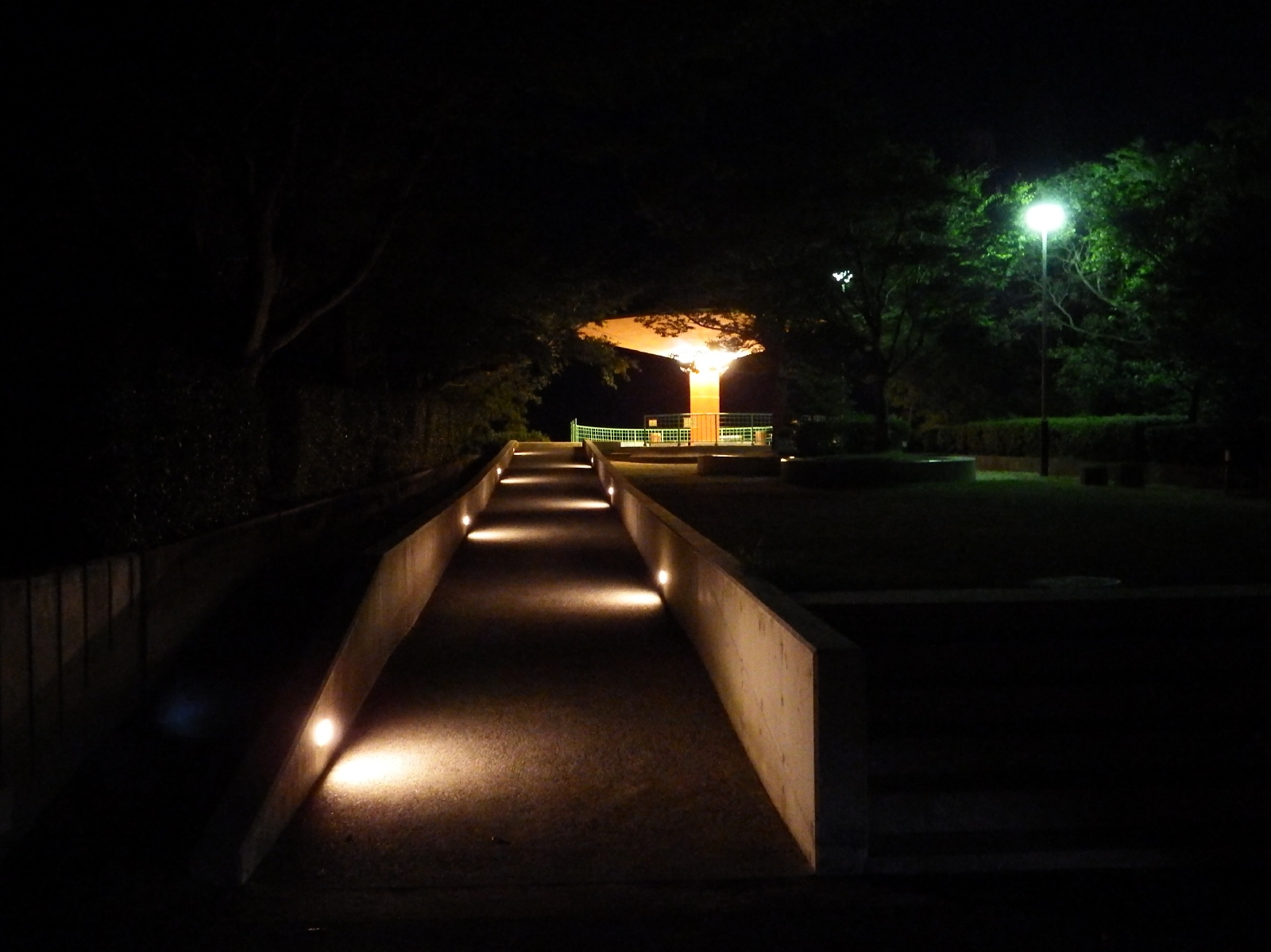
具定展望台

具定展望台（ぐじょうてんぼうだい）は、愛媛県四国中央市寒川町にある展望台。名前の由来となった具定町と寒川町の境付近にあるが、正確には寒川町に位置する。

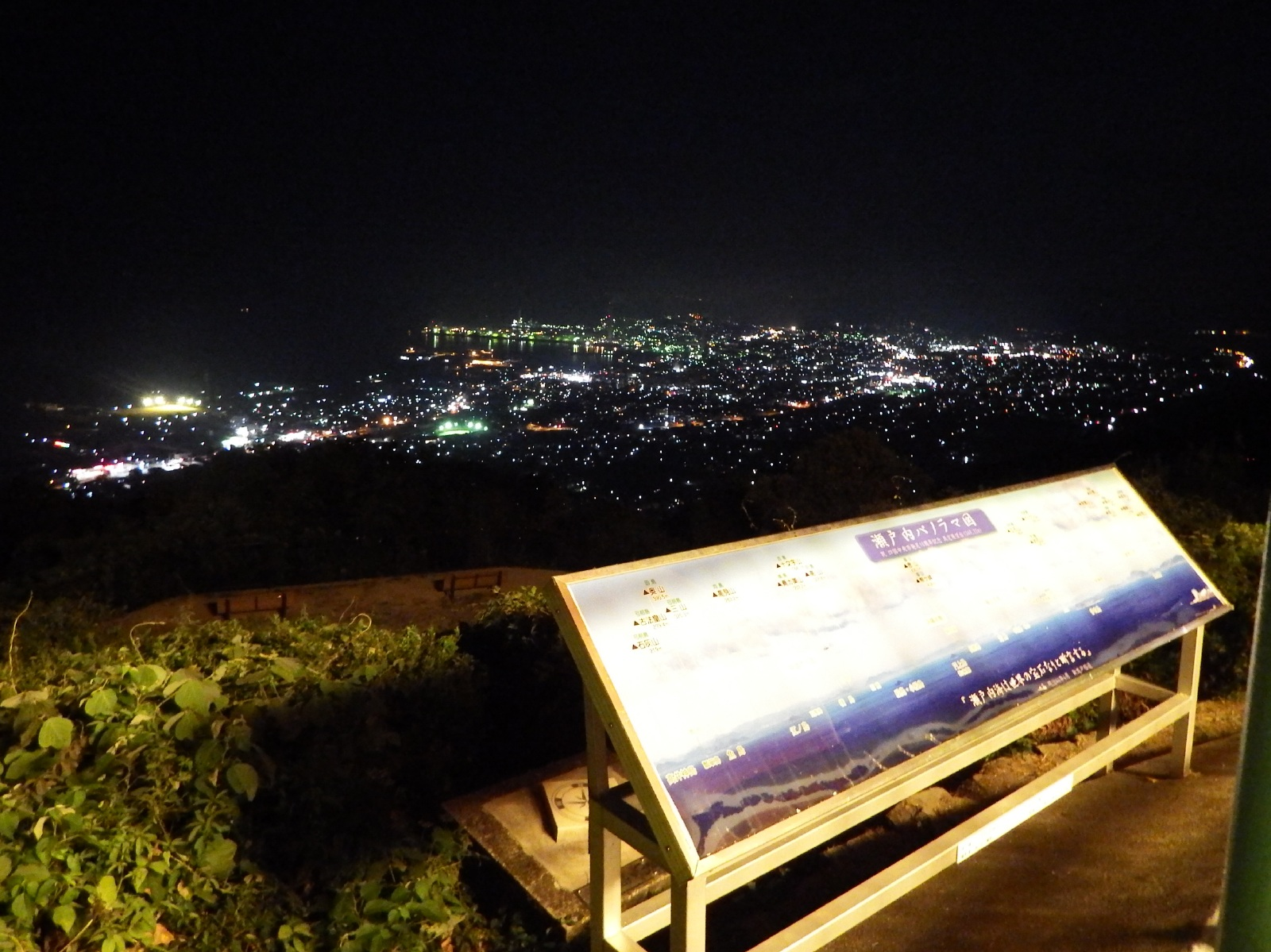
夜景

## 概要

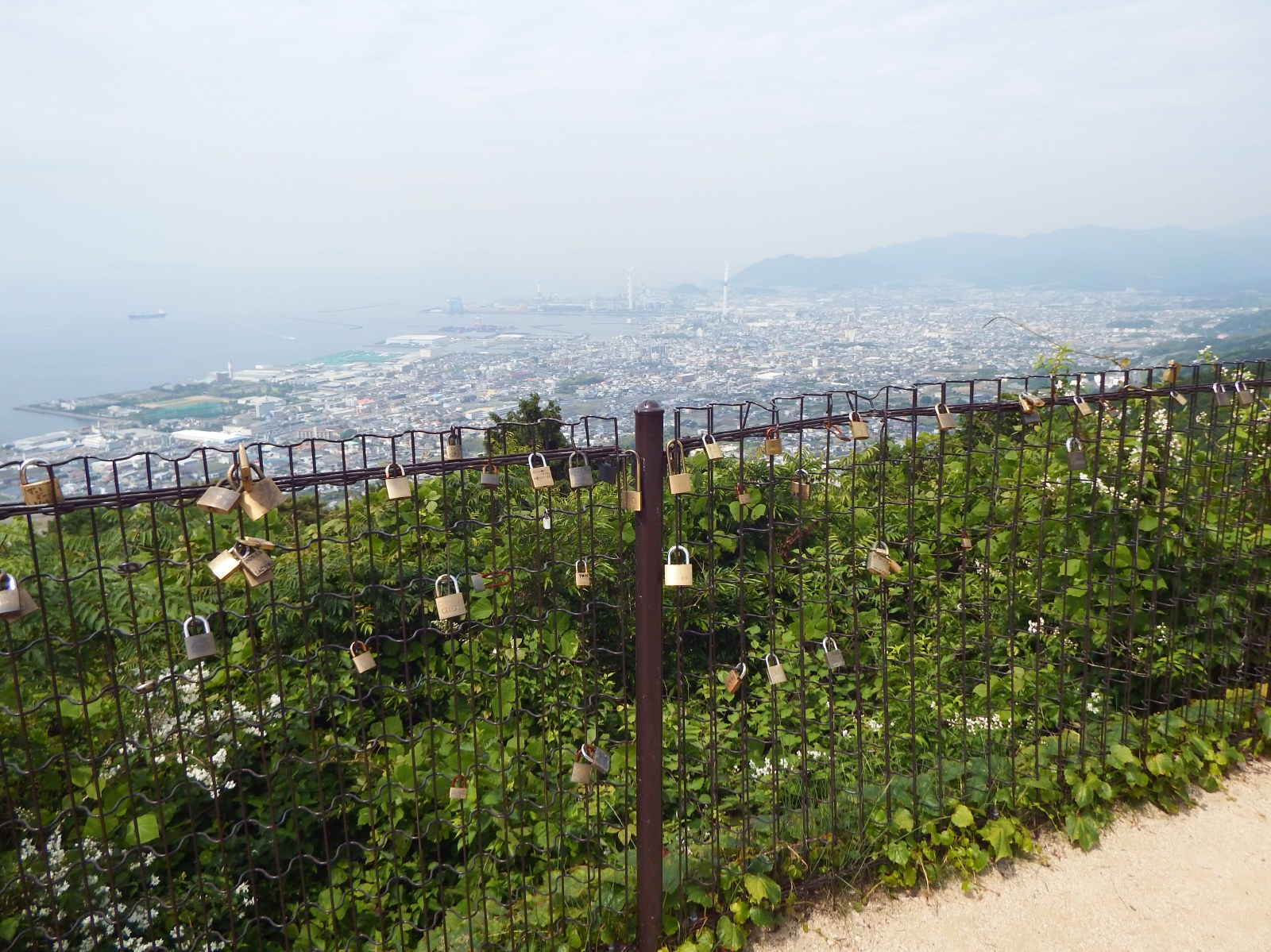
恋人の聖地

四国中央市街地から同市嶺南地区に向かう国道319号沿いの法皇山脈の中腹、標高349mの地点にある。展望台より見下ろす東西広範囲に四国中央市の市街地が広がっており、同地の夜景、夕焼け・瀬戸内海等を望むことができる。敷地内にはトイレ、ベンチがあり、道路沿いに自動車の駐車スペースがある。
- 所在地：愛媛県四国中央市寒川町北緯33度57分28.64秒 東経133度31分30.05秒

## 変遷
- 1961年・・・・・・・・具定展望台完成

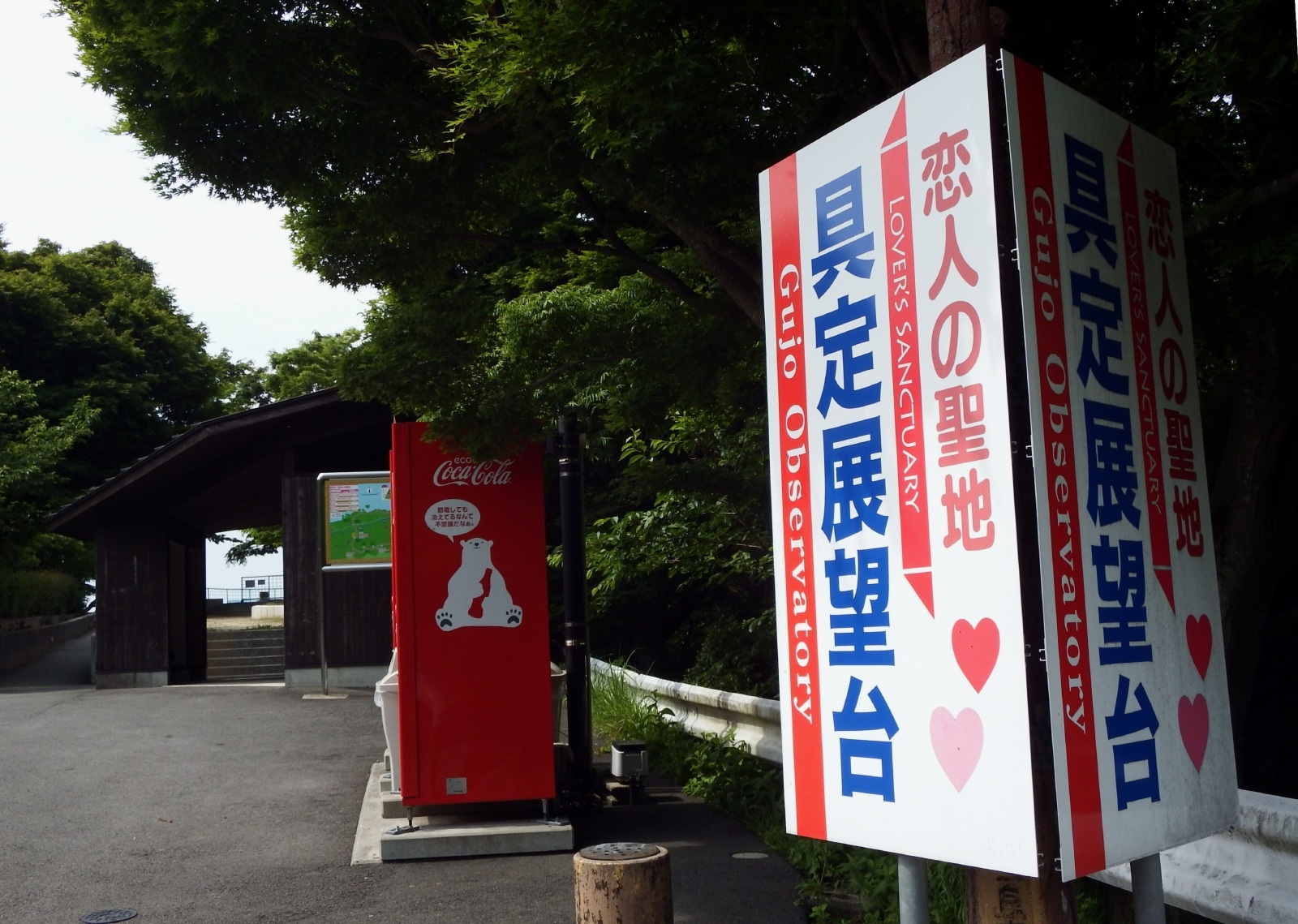
入口付近

- 2004年8月1日・・・日本の夜景100選に認定（新日本三大夜景・夜景100選事務局）
- 2010年8月1日・・・日本夜景遺産に認定（日本夜景遺産事務局）
- 2012年7月1日・・・恋人の聖地に認定（NPO法人・地域活性化支援センター）
- 2014年11月・・・バリアフリー化完了

## アクセス
- 自動車 - 松山自動車道三島川之江ICから国道11号川之江三島バイパスと国道319号を経由して約18分。2008年3月に国道319号法皇バイパスが開通し、四国中央市街から展望台までの間が完全2車線で結ばれている。
- 路線バス - JR伊予三島駅前から1日3往復出ていたが、2010年に廃止。

## 付近の観光スポット
- 三島公園：四国八十八景66番
- 翠波高原
- 金砂湖
- 富郷渓谷
- 霧の森
- 霧の高原
- 塩塚高原
- 三角寺：四国八十八ケ所65番
- 川之江城